# Universidade Nacional do Callao
A Universidade Nacional do Callao (Español: Universidad Nacional del Callao (siglas: UNAC) é uma universidade pública localizada no distrito de Bellavista, na província de Callao, Peru. Foi criada por Ley Nº 16225, o 2 de setembro do 1966.

## História
La Universidad Nacional del Callao (UNAC), foi fundada em 2 de setembro de 1966, pela Lei n º 16225 com o nome da Universidade Nacional Técnica do Callao (UNATEC) e foi puramente de caráter técnico. Nessa época o presidente da República foi o Arq.Fernando Belaúnde Terry e como Ministro da Educação o Dr. Carlos Cueto Fernandini. Esta foi a primeira universidade localizada no Callao.
A UNATEC foi criada no começo com quatro faculdades (Recursos hidrobiológicos e das Pescas, Química Industrial, Engenharia Naval, Industrial, Mecânica y Elêctrica, e Ciencias Econômicas e da Administrativas). Posteriormente, pela Resolução n º 3.407-76, CONUP, 11 de maio de 1976, o Conselho Nacional da Universidade Peruana aprovou a operação final de seis programas acadêmicos
- Engenharia Química
- Engenharia de Pesca
- Engenharia Mecânica
- Engenharia Elétrica
- Economia
- Contabilidade